# (1223) Neckar
(1223) Neckar es el asteroide número 1223 situado en el cinturón principal. Fue descubierto por el astrónomo Karl Wilhelm Reinmuth  desde el observatorio de Heidelberg, el 6 de octubre de 1931. Su designación alternativa es 1931 TG. Está nombrado por el Neckar, un río de Alemania.
Neckar forma parte de la familia asteroidal de Coronis.